# Ownership-Klausel
Die Ownership-Klausel (oder Change of ownership clause; deutsch „Eigentümerwechsel-Klausel“) ist der Anglizismus für eine Klausel im Finanzwesen, welche die Aufrechterhaltung der bestehenden Gesellschafterstruktur bei einem Unternehmen vorschreibt.

## Allgemeines
Das Eigentum (englisch ownership) ist in diesem Zusammenhang als Eigentum an einem Unternehmen zu verstehen, das seinen Gesellschaftern gehört. 
Wie andere Covenants, gehört auch diese Klausel zu den Boilerplates, die nicht eigens verhandelt werden müssen, sondern bei der Vertragsgestaltung automatisch berücksichtigt werden. Sie ist im internationalen Kreditverkehr, bei Konsortialkrediten, Mergers & Acquisitions, Unternehmensanleihen oder bei Unternehmensfinanzierungen marktüblich und in den Musterverträgen der Loan Market Association enthalten. Die Klausel beruht auf der Überlegung, dass ein Gesellschafterwechsel dem neuen Gesellschafter konstitutive Entscheidungen ermöglicht, welche die Unternehmensstruktur oder den Betriebszweck negativ beeinflussen oder gar beseitigen könnten. Dies hat Auswirkungen auf die Bonität, für die der bisherige Gesellschafter gesorgt hat. Aus einem Gesellschafterwechsel kann für den Vertragspartner deshalb ein besonderes Finanzrisiko erwachsen. Daher sollen der oder die Gesellschafter des Schuldners während der Laufzeit eines Kredits oder einer Anleihe sich nicht verändern. Die Veränderung betrifft die Kapitalbeteiligung und die hieraus resultierenden Stimmrechte.

## Inhalt
Im Bankwesen verpflichtet sich der Kreditnehmer mit der Klausel etwa im Kreditvertrag oder der Schuldner in den Anleihebedingungen, den Status quo ihres oder ihrer Gesellschafter während der Laufzeit unverändert zu lassen. Es kann anstatt dessen geregelt werden, dass ein bestimmter Hauptgesellschafter mindestens die Mehrheit (50 % und eine Stimme) im Unternehmen behält. Schließlich kann die Klausel auch ein Fusionsverbot oder eine unveränderte Unternehmens- oder Organisationsstruktur beinhalten. Ein klauselwidriger Gesellschafterwechsel stellt dann eine Nichterfüllung (englisch default) dar, die als Vertragsverletzung (englisch covenant breach) ein Kreditereignis (englisch credit event) auslöst, welches eine Kreditkündigung (englisch termination) zur Folge hat.
Eine im Außenverhältnis der Gesellschaft gültige „ownership clause“ kann deren Hauptversammlung rechtlich jedoch nicht davon abhalten, einer Fusion zuzustimmen. Kommt es zur Fusion, liegt im Außenverhältnis eine Nichterfüllung vor.
Im Versicherungswesen ist sie eine Klausel für das Fortbestehen des Versicherungsschutzes bei Eigentumswechsel. Wird beispielsweise ein versichertes Handelsschiff während der Seefahrt veräußert, könnte das Versicherungsunternehmen den Versicherungsvertrag kündigen, was durch eine „ownership clause“ sinnvollerweise verhindert wird. Die Kündigung wird ausgesetzt, bis das Schiff den endgültigen Löschplatz erreicht hat.

## Abgrenzungen
Die Change-of-Control-Klausel geht davon aus, dass es zu einem Gesellschafterwechsel kommen kann, und regelt verbindlich die Bedingungen, wie dies geschehen darf. Dagegen kann die „Ownership clause“ vorschreiben, dass ein Gesellschafterwechsel grundsätzlich nicht stattfinden soll.
Die „ownership clause“ darf nicht mit der ehemaligen „reputed ownership clause“ verwechselt werden, die im US-Insolvenzrecht zwischen 1914 und 1986 galt. Hiernach unterlag der Lieferant, der Waren unter Eigentumsvorbehalt verkauft hatte, der Gefahr, dass der in Konkurs geratene Käufer als Eigentümer der Waren angesehen wurde, weil er sie mit Zustimmung des Lieferanten in Besitz hatte.